# Phan Thị Kim Phúc
Phan Thị Kim Phúc (født 2. april 1963) er en vietnamesisk-canadier, der er motivet i et verdensberømt fotografi fra Vietnamkrigen. Fotografiet viser hende i en alder af cirka ni år, løbende nøgen på en vej, efter at været blevet alvorligt forbrændt på ryggen efter et sydvietnamesisk napalmangreb. Fotografiet blev taget af AP-fotografen Huỳnh Công Út (Nick Ut).

## FotografietVietnam Napalmaf Nick Ut
Kim Phúc boede i landsbyen Trang Bang i Sydvietnam. Den 8. juni 1972 kastede det sydvietnamesiske luftvåben, i samarbejde med det amerikanske militær, napalmbomber over Trang Bang, der var under angreb og besat af nordvietnamesiske styrker. Phúc sluttede sig til en gruppe civile og sydvietnamesiske soldater, der flygtede fra Cao Dai-templet, beliggende ved vejen i landsbyen, til sikre sydvietnamesiske stillinger. En sydvietnamesisk pilot troede at gruppen udgjorde en trussel og ændrede kurs for at angribe dem. To af Phúcs kusiner og andre fra landsbyen blev dræbt.
AP-fotografen Nick Ut fik Pulitzerprisen for fotografiet. Det blev Årets Pressefoto i 1972. Billedet af hende, løbende nøgen i kaotiske omgivelser, blev et af de bedst huskede indtryk fra Vietnamkrigen. I et interview mange år senere, erindrede Phúc at have råbt "Nong qua, nong qua" ("for varmt, for varmt") mens fotografiet blev taget.
Efter at have taget fotografiet, hjalp Nick Ut børnene til sygehuset i Saigon, hvor man konstaterede at Phúcs forbrændinger var så alvorlige, at hun ikke ville overleve. Men hun kunne vende hjem igen efter et 14 måneder langt sygehusophold med 17 operationer. Nick Ut besøgte hende løbende, indtil han blev evakueret under Saigons fald, tre år efter billedet blev taget.
Ifølge lydoptagelser af samtaler mellem den daværende amerikanske præsident Richard Nixon og hans stabschef, H.R. Haldeman, betvivlede Nixon billedets ægthed, og spekulerede på om det mon var blevet "fikset." Efter frigivelsen af båndet, udtalte Nick Ut:
| Citat | Selv om det er blevet et af de bedst huskede fotografier fra det tyvende århundrede, tvivlede præsident Nixon en gang på mit fotografis ægthed, da han så det i aviserne den 12. juni 1972 ... Fotografiet kunne for mig, og utvivlsomt for mange andre, ikke have været mere autentisk. Fotografiet var lige så autentisk som Vietnamkrigen selv. Min dokumentation af rædslerne ved Vietnamkrigen, var det ikke nødvendigt at fikse. Den rædselsslagne lille pige er stadig i live i dag, og er blevet et sigende vidnesbyrd på fotografiets ægthed. Det øjeblik for tredive år siden, vil hverken Kim Phúc eller jeg nogensinde glemme. Det endte med at ændre begge vores liv. | Citat |
|       | |       |

Knap så kendte er filmoptagelser lavet af fotojournalisterne Alan Downes (for ITN) og Le Phuc Dinh (for NBC), der viser begivenhederne lige før og lige efter fotografiet blev taget.

## Voksenliv
Som voksen blev Phúc taget ud af universitetet og brugt som antikrigssymbol af den vietnamesiske regering.  I 1986 fik Phúc dog tilladelse af regeringen til at fortsætte sine studier i Cuba.  Fire år tidligere, var hun konverteret fra sin families Cao Dai-religion til kristendommen.
Efter at have fået tilladelsen, flyttede Kim Phúc til Cuba hvor hun mødte Bui Huy Toan.  I 1989 rejste Nick Ut til Cuba for at møde Phúc og hendes forlovede.  Phúc og Toan giftede sig, og tog i 1992 på en bryllupsrejse, hvor de under en flyvemaskines optankning i Gander, Newfoundland og Labrador, forlod flyvemaskinen og bad om politisk asyl i Canada.  De bor nu i Ajax i Ontario, og har to børn.
I 1996 mødte hun lægerne, der redede hendes liv.  Året efter bestod hun den canadiske statsborgerskabsprøve, og den 10. november blev Kim Phúc udnævnt til en af UNESCOs goodwill-ambassadører.
Den 30. juni 2008 sendte den amerikanske radiostation NPR Phúcs essay "The Long Road to Forgiveness" (den lange vej til tilgivelse), om hendes oplevelser den dag og livet derefter.

## Ekstern henvisning
- Kim Foundation (Kim Phúcs fond)